# إدي سوير
إدي سوير (بالإنجليزية: Eddie Sawyer) هو لاعب كرة قاعدة أمريكي، ولد في 10 سبتمبر 1910 في ويسترلي في الولايات المتحدة، وتوفي في 22 سبتمبر 1997 في فينيكسفيل في الولايات المتحدة.

## وصلات خارجية
- إدي سوير على موقعبيزبول رفرنس.كوم (الدوري الثانوي) (الإنجليزية)
- إدي سوير على موقع جمعية أبحاث البيسبول الأمريكية (الإنجليزية)